# Андрес Гвардадо
Хосе Андрес Гвардадо Ернандез (шп. José Andrés Guardado Hernández; Гвадалахара, 28. септембар 1986) је мексички фудбалер који игра на позицији дефанзивног везног играча, а члан је шпанског Бетиса.

## Клупска каријера

### Валенсија
28. мајa 2012. Андрес Гвардадо потписује четворогодишњи уговор са Валенсијом. Дебитовао је 19. августа против Реал Мадрида. Први погодак за нови клуб постигао 12. маја 2013. године против Рајо Ваљекана.
Док је уговорном обавезом био везан за Валенсију, био је на позајмицама Бајеру и ПСВ Ајндховену.

## Репрезентативна каријера
Први репрезентативни наступ, Андрес Гвардадо постигао је 14. децембра 2005. на утакмици против Мађарске.